# Irina Wadimowna Konowalowa
Irina Wadimowna Konowalowa (russisch Ирина Вадимовна Коновалова; * 18. April 1933 in Kasan; † 14. August 2016) war eine sowjetische bzw. russische Chemikerin und Hochschullehrerin.

## Leben
Konowalowa studierte an der Universität Kasan in der Chemie-Fakultät. Die anschließende Aspirantur am Lehrstuhl für Synthesekautschuk schloss sie 1956 ab. Darauf arbeitete sie in der Kasaner Filiale des Moskauer Allunions-Kino-Foto-Forschungsinstituts.
Ab 1958 forschte und lehrte Konowalowa an der Universität Kasan am Lehrstuhl für Synthesekautschuk. 1961 verteidigte sie ihre Dissertation über die Anlagerung  unvollständiger Phosphorsäure-Ester an ungesättigte elektrophile Verbindungen und ungesättigte Kohlenwasserstoffe mit Erfolg für die Promotion zur Kandidatin der chemischen Wissenschaften.
Die organischen Phosphor-Verbindungen blieben Konowalowas Forschungsschwerpunkt. Ihre Doktor-Dissertation über Reaktionen spezieller Phosphor-Derivate verteidigte sie 1972 mit Erfolg für die Promotion zur Doktorin der chemischen Wissenschaften. Von 1972 bis 1987 war sie Dekanin der Chemie-Fakultät der Universität Kasan. Die Ernennung zur Professorin erfolgte 1975. Sie meldete mehr als 40 Erfindungen. Dank ihrer 40-jährigen Tätigkeit entstand aus dem Lehrstuhl für  Synthesekautschuk das Butlerow-Chemie-Institut der Universität Kasan.

## Ehrungen, Preise
- Ehrenzeichen der Sowjetunion[5]
- Medaille „Für heldenmütige Arbeit“
- Jubiläumsmedaille „Zum Gedenken an den 100. Geburtstag von Wladimir Iljitsch Lenin“[5]
- Medaille „Veteran der Arbeit“[5]
- Verdiente Professorin der Universität Kasan[5]
- Verdiente Wissenschaftlerin der Tatarischen Autonomen Sozialistischen Sowjetrepublik[5]
- Verdiente Wissenschaftlerin der Russischen Föderation[5]